# Robert Monier
Robert Monier (Bordeaux, 20 de fevereiro de 1885 — 6 de dezembro de 1944) foi um velejador francês, medalhista olímpico. Ele competiu nos Jogos Olímpicos de Verão de 1920 na classe 6.5 Metre e conquistou a medalha de prata na disputa realizada a bordo do Rose Pompon com Albert Weil e Félix Picon. Ele também foi jogador de rugby durante o período pré-guerra e teve duas convocações para a Seleção Francesa de Rugby Union entre 1911 e 1912.